# Teruki Miyamoto
Teruki Miyamoto (宮本 輝紀; Hiroshima, 26 dicembre 1940 – Fukuoka, 2 febbraio 2000) è stato un calciatore giapponese, di ruolo centrocampista.

## Carriera
Ha giocato per 11 anni con la squadra del Nippon Steel Yawata. Con la nazionale ha partecipato alle Olimpiadi 1964 e a quelle del 1968 vincendo, nella seconda edizione, la medaglia di bronzo.

## Statistiche

### Presenze e reti nei club
| Stagione | Squadra      | Campionato | Campionato | Campionato |
| Stagione | Squadra      | Comp       | Pres       | Reti       |
| -------- | ------------ | ---------- | ---------- | ---------- |
| 1965     | Yawata Steel | JSL        | ?          | 7          |
| 1966     | Yawata Steel | JSL        | ?          | 11         |
| 1967     | Yawata Steel | JSL        | ?          | 10         |
| 1968     | Yawata Steel | JSL        | ?          | 11         |
| 1969     | Yawata Steel | JSL        | ?          | 7          |
| 1970     | Nippon Steel | JSL        | ?          | 6          |
| 1971     | Nippon Steel | JSL        | ?          | 7          |
| 1972     | Nippon Steel | JSL1       | ?          | ?          |
| 1973     | Nippon Steel | JSL1       | ?          | ?          |
| 1974     | Nippon Steel | JSL1       | ?          | ?          |
| 1975     | Nippon Steel | JSL1       | ?          | ?          |
| 1976     | Nippon Steel | JSL1       | ?          | ?          |
|          | Totale       |            | 138        | 68         |